# Karen Lumley
Pour les articles homonymes, voir Lumley.
Karen Elizabeth Lumley, née le 28 mars 1964 à Barnsley (Angleterre) et morte le 25 mai 2023, est une femme politique britannique du Parti conservateur. Elle est députée de Redditch (Worcestershire), de 2010 à 2017.

## Biographie
Karen Lumley est née à Barnsley, mais grandit dans la ville de Rugby (comté de Warwickshire). Ses premières années d'études se déroulent au Rugby High School for Girls, puis à l'East Warwickshire College.

### Carrière politique
Karen Lumley est vice-présidente des Jeunes conservateurs gallois de 1986 à 1987 et chef de groupe du district de Wrexham Maelor de 1991 à 1996. Elle siège également au conseil du comté de Clwyd entre 1993 et 1996, et au conseil d'arrondissement de Redditch de 2001 à 2003.
Karen Lumley se présente sans succès dans la circonscription de Delyn en 1997 et au niveau de l'Assemblée nationale galloise en 1999. Aux élections générales de 2001 et de 2005, elle se présente sans succès dans la circonscription de Redditch avant de remporter le siège aux élections générales de 2010, battant l'ancien ministre travailliste de l'intérieur Jacqui Smith.
Karen Lumley conserve son siège lors de l'élection de mai 2015.
Elle soutient la sortie de l'Union européenne lors du référendum de l'UE en mars 2016, estimant que cela permettrait de retrouver la souveraineté du Royaume-Uni.
À la Chambre des communes, Karen Lumley siège au Comité des finances en juillet 2015. Elle fait précédemment partie du comité restreint des affaires galloises et du comité restreint des transports,,. Lumley est aussi secrétaire privé parlementaire au ministère de la Santé. Lumley ne se représente pas aux élections générales de 2017 pour raison de santé.

### Vie privée
Elle est mariée à Richard Lumley, géologue, et a deux enfants.